# Рутер
Рутер или мрежни усмеривач (енгл. Router) је рачунарски уређај који служи за међусобно повезивање рачунарских мрежа. Он има функцију да за сваки пакет података одреди путању - руту којом треба тај пакет да иде и да тај исти пакет проследи следећем уређају у низу.
Иако су најчешће рутери посебни уређаји, они су у суштини рачунари чији су софтвер и хардвер специјализовани за намену да повезују више мрежа.
У малим локалним мрежама (LAN) рутер се обично поставља да буде веза између саме мреже и Интернета.
Тако на пример АДСЛ рутер служи као веза између кућне мреже и мреже Интернет провајдера до које рутер долази преко АДСЛ везе.
Рутер се поставља као подразумевани излаз са мреже (енгл. Default Gateway). Рутер се на мрежним дијаграмима представља кругом са 4 стрелице од којих две улазе, а две излазе из њега.

## Историја развоја
Појавом првих рачунарских система током 1950-их започело се с умрежавањем прво даљинских управљачких уређаја и терминала преко телекомуникацијских линија (модема). Стварањем локалних рачунарских мрежа крајем 1950-тих, појавила те потреба умрежавањем земљописно распрострањених локалних рачунарских мрежа, ради пружања приступа информацијама, као и због бољег искориштавања рачунарских система. Да би се задовољиле ове потребе, развијена је хијерархијска структура и систем адресирања с којим је било могуће нумерисати сваки чвор на некој мрежи, док је размена података била извршавана преко унапред договорених протокола. 
Као део овог хијерархијског система умрежавања, постојала је функција у којој би спојница између две рачунарске мреже која је извршавала задатак слања података на циљани чвор, и исто тако садржавала неку врсту функцијског адресара или лексикона свих свих прикључених чворова на мрежи као начин досезања тог чвора у целокупној мрежи. За овај задатак нису постојали наменски уређаји, већ су га прво обављали вишенаменски уређаји који су имали посебне програме који су вршили функције усмеравања. Касније је овај задатак преузео наменски уређај. Први наменски усмеривачи појавили су се током 1960-тих око концепта за развијање нове рачунарске мреже ARPANET. Усмеривачи су тада имали назив енгл. Interface Message Processor или скраћено (IMP) са значењем Интерфејсни процесор за поруке. Идеја око развијања ИМПа настала током једног од низа радних састанка ARPANET Design Session које је организовала ARPA (сада DARPA). Сугестију за развој ИМПа дао је Весли Кларк у састанку који је био одржан током априла 1967. године у којем је објаснио концепт. На изнесене основне идеје радна група уз покровитељство АРПАе предала је концепт крајем 1967. године Станфордском истраживачком институту (SRI) за даље развијање детаљних спецификација. Када је СРИ је завршила са својим радом на спецификацијама почетком 1968. године, расписан такмичење за изградњу нових уређаја у јулу 1967. године. У децембру 1967. додељен је уговор за производњу консултантском предузећу Bolt Beranek and Newman (BBN)
Током 1970-их многе фирме су продавале своје системе за умрежавање који су били углавном затвореног типа, што је компликовало умрежавање система различитих произвођаћа. Појавом ИП као мрежног стандарда током 1980-их довело је до револуције у развоју усмеривача кроз пионирски пројект који је предводио Вилијам Јегер на Универзитету Станфорд. Током 1980. године Јегер је развио посебни мрежни операциони систем и пратећу системску програмску подршку на рачунару DEC PDP11/05. Овим је развијен први мултипротоколарни усмеривач. Његов рад омогућио је стварање нове индустрије, и касније је то омогућило бржи развој и ширење Интернета крајем 1980-их и раних 1990-их.

## Начин рада
Прецизнија дефиниција рутера је рачунарски мрежни уређај који повезује подмреже. Тих две или више подмрежа не морају да одговарају физичким прикључцима на рутеру, јер један прикључак на рутеру може имати више логичких адреса - интерфејса. Рутер на основу табеле рутирања (енгл. routing table) за сваку примљени мрежни пакет одређује на који га интерфејс прослеђује. Подаци на основу којих рутер одређује излазни интерфејс су осим одредишта, такође и долазна адреса и порт на који се иде. Осим статички уписаних рута, рутери такође могу и да динамички одређују излазе на основу информација које добију од других рутера.
Рутери такође могу да у пакету који прослеђују промене податак о пошиљаоцу, тако да је стваран пошиљалац невидљив изван своје мреже. Тај се поступак назива пресликавање адресе (енгл. Name Address Translation), или скраћено NAT.
Корисник рачунара може проверити преко којих рутера његов мрежни пакет пролази задавањем команде TRACERT одредиште, на пример TRACERT www.wikipedia.org, уколико је то на тим рутерима омогућено.

## Типови рутера

### Софтверски рутери
На серверима опремљеним серверским оперативним системима који имају барем два мрежна прикључка могуће је инсталирати рутерски софтвер.
Тада ће тај сервер одређивати куда пакети са тих (под)мрежа иду даље.
На пример, на Windows 2000 серверу могуће је покренути Routing and Remote Access рутер.

### Хардверски рутери
Сваки од хардверских рутера је у суштини рачунар, јер у себи поседује одређени софтвер.
Неки рутери поседују и праве оперативне системе у себи.

#### Рутери код интернет провајдера
Ови рутери чине основу интернета.
Намењени су за контролу саобраћаја између провајдера (еџ рутери енгл. edge routers), али и у оквиру саме мреже провајдера (кор рутери енгл. core routers).
Кор рутери се налазе на самим основама Интернета (енгл. Internet back bone).

#### Корпорацијски рутери
Ови рутери се углавном налазе по већим фирмама.
Они углавном имају више функција:
- обезбеђују повезаност са другим мрежама, односно Интернетом,
- раде дистрибуцију саобраћаја ради равномерног оптерећења мреже,
- обезбеђују резервни излаз са мреже (тзв. бекап руту)

#### Кућни рутери и рутери за мале канцеларијске мреже
Ово су рутери са којима се срећемо у мањим мрежама (енгл. Small and Home Office - SOHO).
Најчешће је њихова једина функција да повежу кућну/канцеларијску мрежу са Интернетом преко провајдера.
Они врло често врше и пресликавање адреса, а понекад је на њима инсталиран и DHCP сервер.
Такође, неки мали рутери у себи имају уграђене и додатне мрежне утичнице, тако да врше и улогу мрежног свича.
Уколико се конекција ка интернет провајдеру остварује преко АДСЛ везе, онда се такав рутер назива АДСЛ рутер. Уколико рутер омогућава и бежично повезивање на њега, ради се о бежичном рутеру - у жаргону вајрлес рутер (енгл. wireless router).

## Апликације
Рутер може имати интерфејсе за више врста веза физичког слоја, као што су бакарни каблови, оптичка влакна илиD-Link бежични пренос. Такође може да подржи стандарде преноса вишеструких мрежних слојева. Сваки мрежни интерфејс се користи да омогући прослеђивање пакета података са једног система преноса на други. Рутери се такође могу користити за повезивање две или више логичких група рачунарских уређаја познатих као подмреже, свака са јединственим мрежним префиксом.
Рутери могу да обезбеде повезаност унутар предузећа, између предузећа и Интернета или између мрежа провајдера интернет услуга (ISP). Највећи рутери (као што су Cisco CRS-1 или Јунипер PTX) међусобно повезују различите ISP-ове или се могу користити у великим мрежама предузећа. Мањи рутери обично обезбеђују повезивање за типичне кућне и канцеларијске мреже.
Све величине рутера се могу наћи у предузећима. Најмоћнији рутери се обично налазе у ISP-овима, академским и истраживачким установама. Великим предузећима ће можда бити потребни и снажнији рутери да би се носили са све већим захтевима интранет саобраћаја података. Хијерархијски модел умрежавања за међусобно повезивање рутера у великим мрежама је у уобичајеној употреби.

### Приступ, језгро и дистрибуција
Приступни рутери, укључујући моделе малих канцеларија/кућне канцеларије (SOHO), налазе се код куће и на локацијама клијената као што су филијале којима није потребно сопствено хијерархијско рутирање. Обично су оптимизовани за ниску цену. Неки SOHO рутери су способни да покрећу алтернативни бесплатни фирмвер заснован на Линуксу као што је Томато, OpenWrt или DD-WRT.
Дистрибуцијски рутери агрегирају саобраћај рутера са више приступа. Дистрибуцијски рутери су често одговорни за спровођење квалитета услуге широм мреже широког подручја (WAN), тако да могу имати инсталирану значајну меморију, вишеструке WAN интерфејсне везе и значајне рутине за обраду података на плочи. Они такође могу да обезбеде повезивање са групама сервера датотека или другим спољним мрежама.
У предузећима, језгро рутера може да обезбеди колапсирану кичму која повезује рутере дистрибутивног нивоа из више зграда кампуса или великих локација предузећа. Они су обично оптимизовани за висок пропусни опсег, али им недостају неке од карактеристика рубних рутера.